# Emiliano Romero Clavijo
Emiliano Romero Clavijo (Santa Lucía, 30 settembre 1992) è un calciatore uruguaiano, centrocampista del Cooper.